# بيتوين (جورجيا)
بيتوين (بالإنجليزية: Between, Georgia)‏ هي بلدة تقع في مقاطعة والتون، جورجيا بولاية جورجيا في الولايات المتحدة. تبلغ مساحتها 2.2 (كم²)، وترتفع عن سطح البحر 293 م، بلغ عدد سكانها 296 نسمة في عام 2010 حسب إحصاء مكتب تعداد الولايات المتحدة وتصل الكثافة السكانية فيها 67.3 نسمة/كم2.

## وصلات خارجية
- The US50 - Cities and Towns in Georgia State
- Georgia Cities and Towns, Facts, Map, Flag, Colleges, Government, and More